# خطوط بلاد الشمس الجوية
خطوط بلاد الشمس الجوية شركة طيران أمريكية مقرها في ميندوتا هايتس , الولايات المتحدة وقد تأسست الشركة عام 1982 ومؤسس ورئيس الشركة هو زارئر وراني وعدد الأسطول يبلغ 20 طائرة ووجهاتها تبلغ 34 وجهة حول الولايات المتحدة ومطارتها الرئيسية هو مطار مينابوليس سنت بول الدولي ومطار دالاس فورت ورث الدولي.
| الطائرات      | النشاط | الركاب |
| ------------- | ------ | ------ |
| بوينغ 737-700 | 6      | 126    |
| بوينغ 737-800 | 14     | 162    |
| العدد النهائئ | 20     | 288    |